# Haller (Befestigung)
Der Haller ist ein altes Befestigungsbauwerk aus dem 13. Jahrhundert in Monschau. Heute wird die gegenüber der Burg Monschau gelegene Anlage als eigenständiges Befestigungsbauwerk angesehen und nicht als abgestellter Wachturm der Monschauer Burg.

## Beschreibung
Vom Typ her gehört die Höhenburg zu früheren Turmburgen, die aus einem mächtigen Wohn- und Verteidigungsturm bestanden. Der Turm steht über einem steil abfallenden Felsen. Eine auf drei Seiten bestehende dicke Mauer vervollkommnet das Verteidigungskonzept. Die Mauern sind bis zu 2,5 m dick. Es wird vermutet, dass der Turmsockel aus dem Felsen herausgearbeitet wurde, da der östliche und nördliche Sockel keine Kanten aufweisen. Wie der Turm selbst und die Umgebung ursprünglich ausgesehen haben, ist auf Grund der nicht vorhandenen Quellen nicht sicher. Dass Turm und Burg nicht zusammengehören, beweist die unterschiedliche Zuständigkeit für Besatzung und Instandhaltung. Eine Zeugenaussage einer Befragung der städtischen Rechte 1612 in Bezug auf Besatzung und Instandhaltung: Der Haller, ein thorn alhie zu monioie aufm berge, ist von unnerdencklichen iahren hero durch Jro Fürstl. Gnaden und deroselben vorfahrenchristseeliges gedachtnuß ime baw vnd verwahr mit anlag und wacht gehalten, ohne dass die burgere inmalß damit beschwert worden. (Übersetzt: Der Haller, ein Turm hier in Monschau auf dem Berg, ist seit undenklichen Zeiten durch Seine Fürstlichen Gnaden und seine Vorfahren seligen Angedenkens in ordentlichem Bauzustand, verwahr und Bewachung gehalten worden, ohne dass die Bürger damit je belastet worden wären.)

## Geschichte

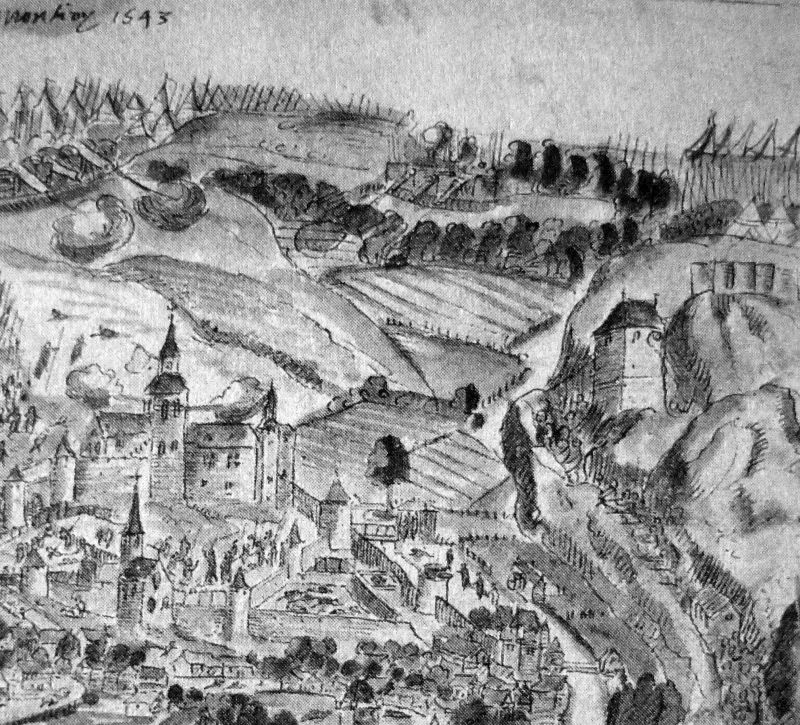
Der Haller auf einer aquarellierten Zeichnung, datiert 1543. Der Turm ist auf der rechten Seite mit Walmdach zu sehen, die Burg ist links

Heute wird vermutet, dass der Haller älter ist als die Burg. Der Platz um den Haller bot keine Erweiterungsmöglichkeit, so dass die Limburger sich zu einer Neugründung auf der anderen Seite der Rur entschlossen, der heutigen Burg. Auf eine aquarellierten Zeichnung aus dem 17. Jahrhundert, die auf einen noch älteren Stich zurückgeht, ist der Turm noch mit einem Dach zu sehen. Der Stich zeigt die Eroberung Monschaus im Jahre 1543. Aus einer Rentmeisterrechnung 1570/71 ist zu entnehmen, dass Teile des Haller zur Erhöhung des Eselsturms abgetragen wurden, die furdeste (vorderste) Mauer, Dachleien (Schiefer) wurde zur Wiederverwendung aufbewahrt. Daraus ist zu schließen, dass es rund um den Turm noch mehr Bausubstanz gegeben haben muss. Der Haller hat wohl auch ein Notdach gehabt, was eine Bürgermeisterrechnung von 1695/96 erkennen lässt, für Dachreparaturen. 
Ab der zweiten Hälfte des 17. Jahrhunderts diente der Turm als Pulverlager. Auf dem Turm war ein Wachhaus eingerichtet.
Der endgültige Verfall wird erst im 18. Jahrhundert zu datieren sein; alle Abbildungen aus der Zeit zeigen eine dachlose Ruine, etwa in der heutigen Gestalt.
1971 verhüllte das Künstlerpaar Christo und Jeanne-Claude unter dem Titel projekt mon SCHAU den Haller und den Eselsturm der Burg.